# Augusto d'Halmar
Augusto Goeminne Thomson, meglio noto come Augusto d'Halmar (Valparaíso, 1880 – Santiago del Cile, 1950), è stato uno scrittore cileno.

## Opere
- Juana Lucero, novela (1902); en 1934 se publicó con el nombre de La Lucero.
- Vía crucis, (1906)
- Al caer la tarde, teatro, (1907)
- La lámpara en el molino, novela (1914).
- Los Alucinados, novela (1917).
- La Gatita, novela corta, (1917).
- La sombra del humo en el espejo, novela, (1918).
- Nirvana, poesía (1918)
- Mi otro yo, poesía (1920).
- Cuatro evangélicos en uno, edición de lujo (1922).
- Vía Crucis, edición ilustrada (1923).
- Pasión y muerte del cura Deusto (1924)
- La Mancha de Don Quijote (1934)
- Capitanes sin barco, tres novelas, novela (1934).
- Catita y otras narraciones, cuentos (1935).
- Amor, cara y cruz, novela y cuentos (1935).
- Lo que no se ha dicho sobre la actual revolución española, poesía (1936).
- Rubén Darío y los americanos en París (1941) ensayo.
- Palabras para canciones, poesía (1942).
- Mar, novela poemática, (1945).
- Carlos V en Yuste y Castilla (1945).
- Cristián y yo, cuentos (1946).
- Los 21, ensayo (1948)
- Cursos de oratoria, (1949).